# エサイアス・ファン・デ・フェルデ
エサイアス・ファン・デ・フェルデ（Esaias van de Velde、1587年5月17日（洗礼日）– 1630年11月18日（葬礼日））はオランダの風景画家である。

## 略歴
アムステルダムで生まれた。父親のハンス・ファン・デ・フェルデ(Hans van de Velde: 1552-1609)はアントウェルペン出身で1585年に宗教弾圧を逃れてアムステルダムに移ってきた新教徒の画家であり、父親から絵を学んだ。またギリス・ファン・コーニンクスロー(Gillis van Coninxloo: 1552–1609)やダーフィット・フィンクボーンス(David Vinckboons: 1576-1632)の弟子であったとされる。父親が亡くなった後、ハールレムに移り、1612年にハールレムの聖ルカ組合に加入した。17世紀のハールレムでは多くの風景画家が活躍し「ハールレム派」と呼ばれることがあるが、ファン・デ・フェルデもその一人である。
風景画の他に風俗画や戦闘の場面を描くこともあった。
弟子にはヤン・ファン・ホーイェンや、ピーテル・ファン・ラール、Jan Martszen 、 Pieter de Neynらがいる。

## 作品

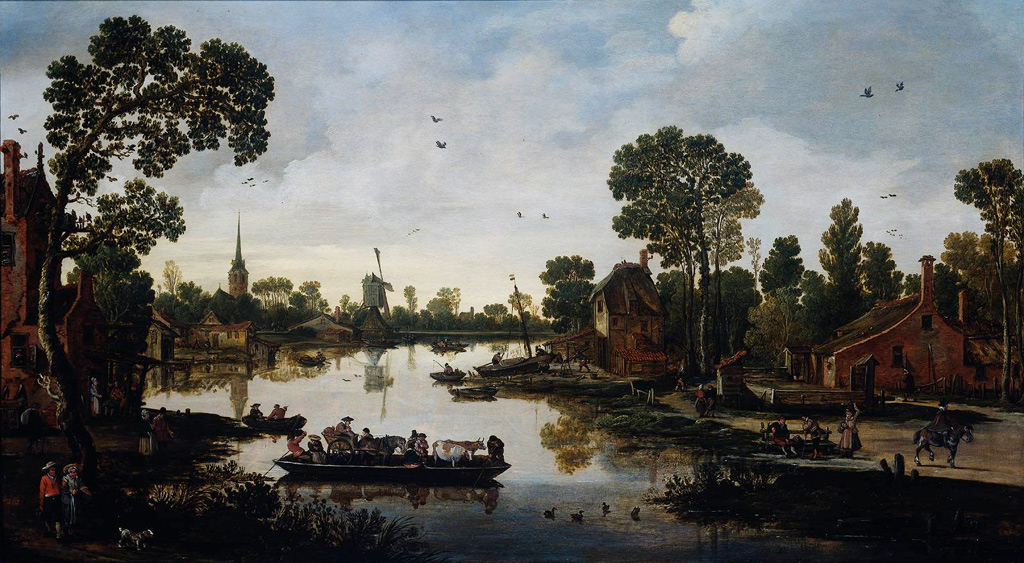
牛を運ぶ船 (1622)
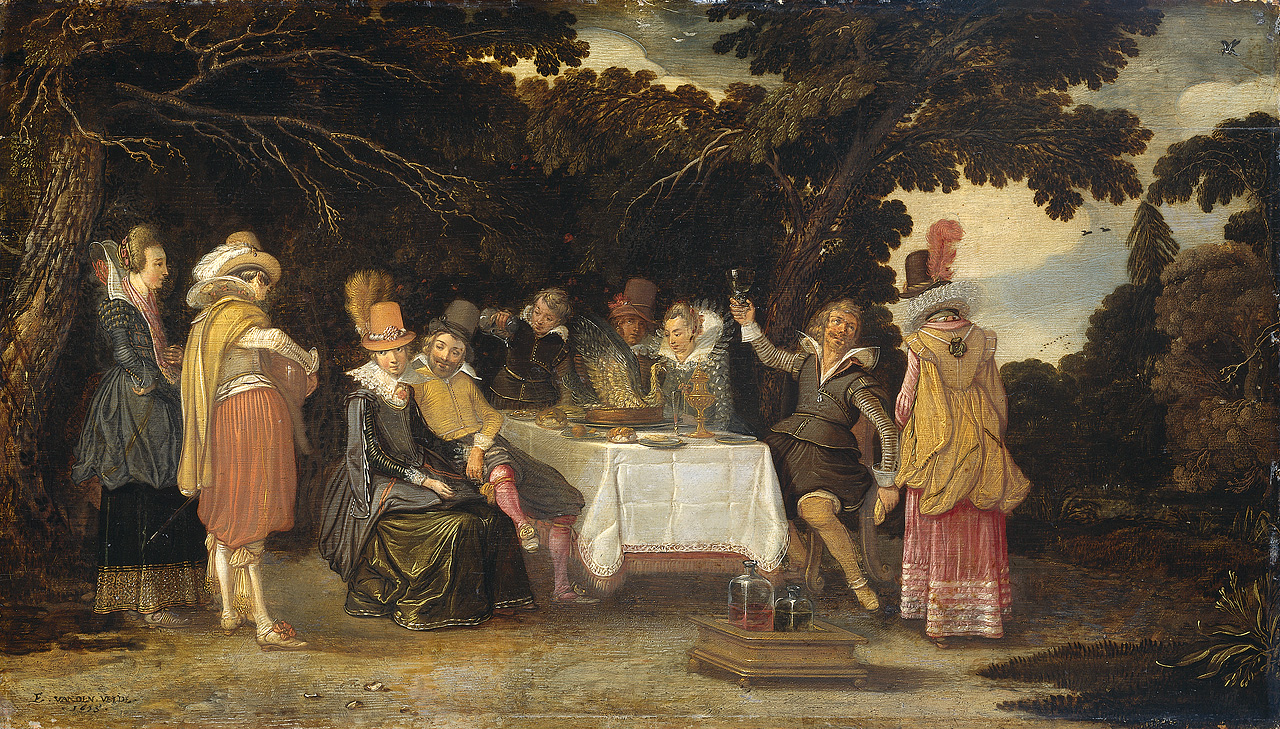
野外での食宴 (1615)
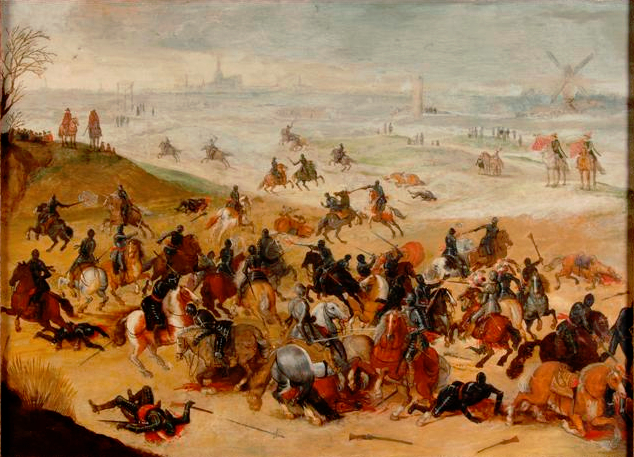
Battle of Lekkerbeetje

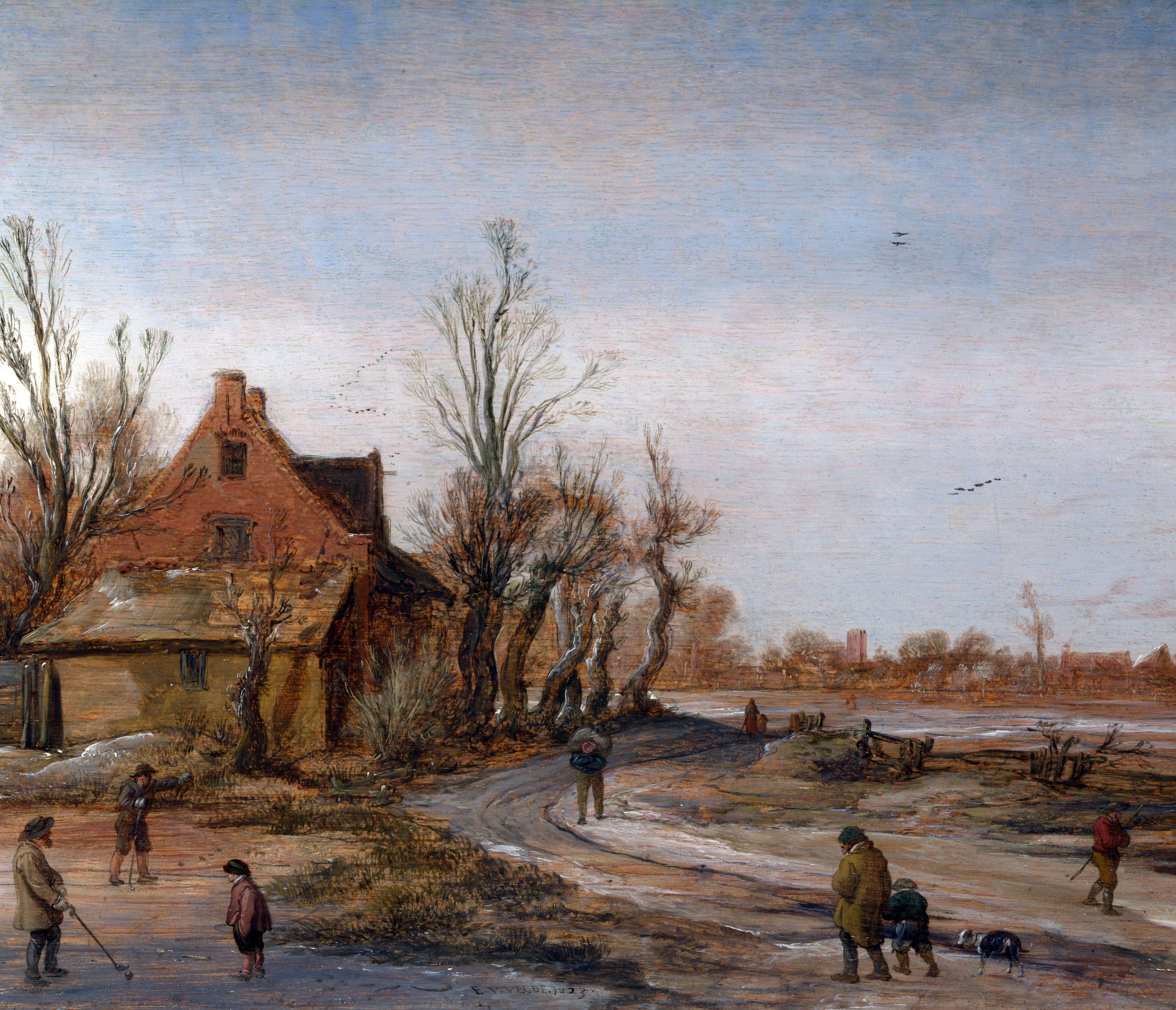
冬の風景画 (1623)
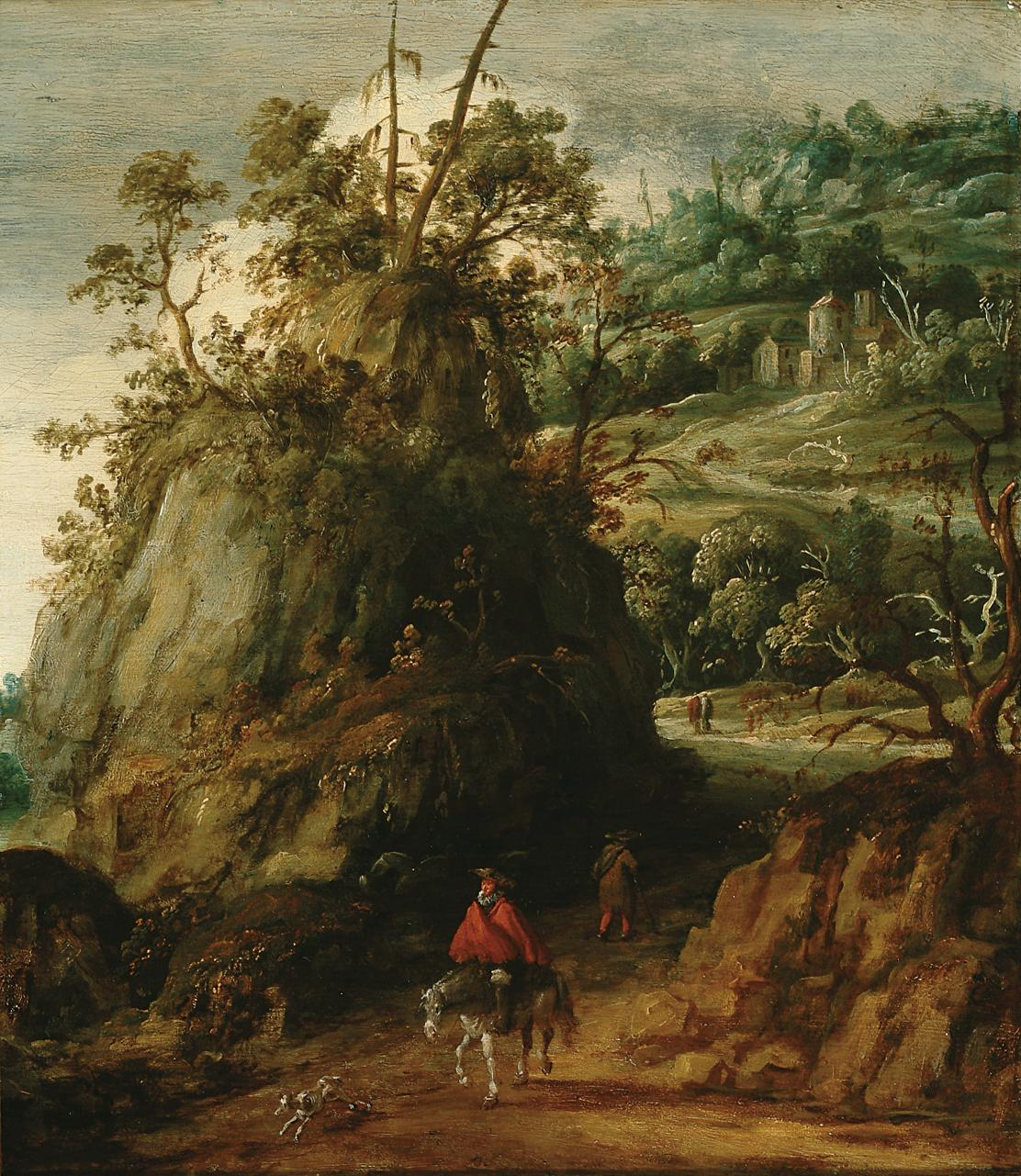
山道の風景と旅人
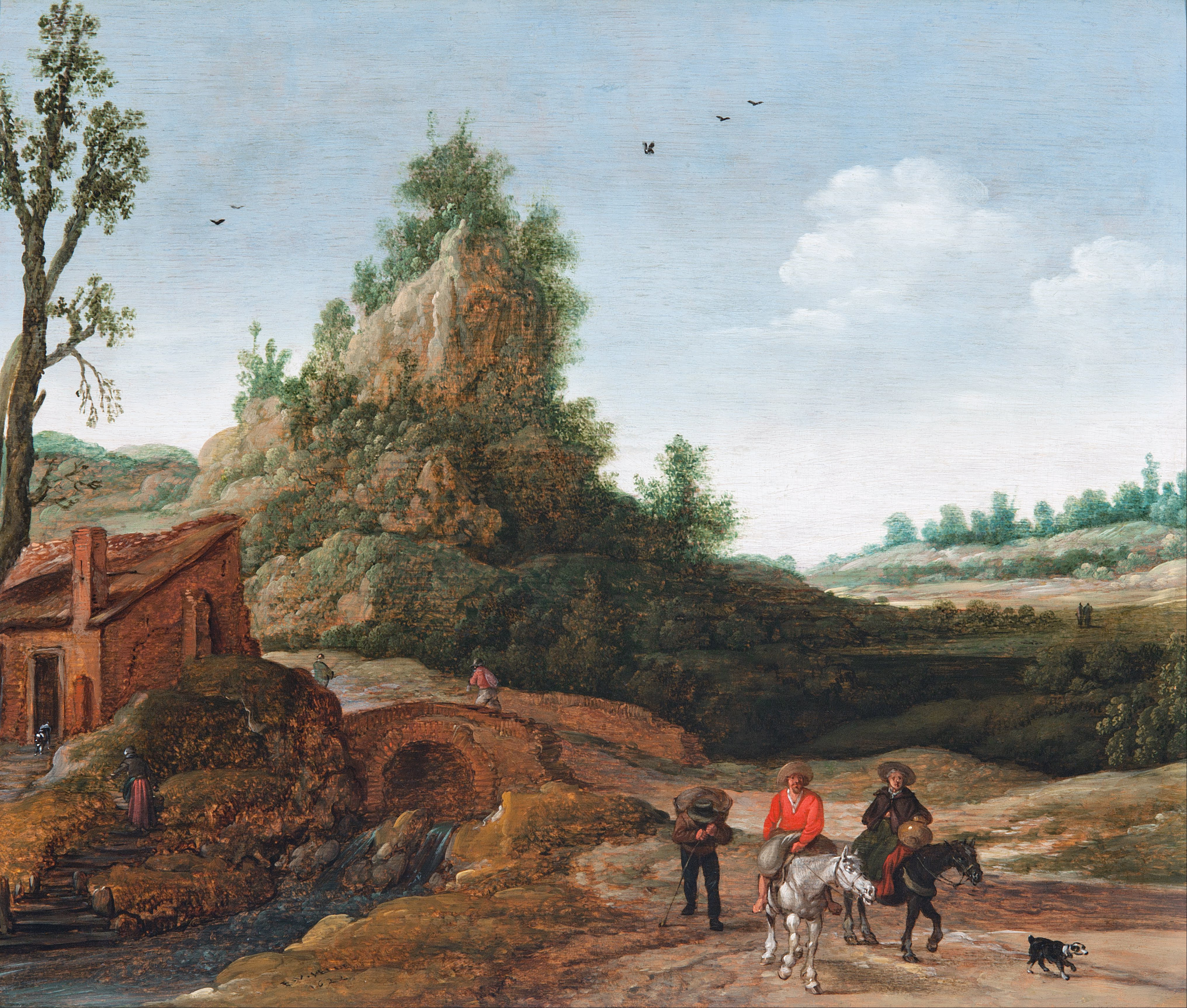
小さな橋を渡る旅人のいる風景画
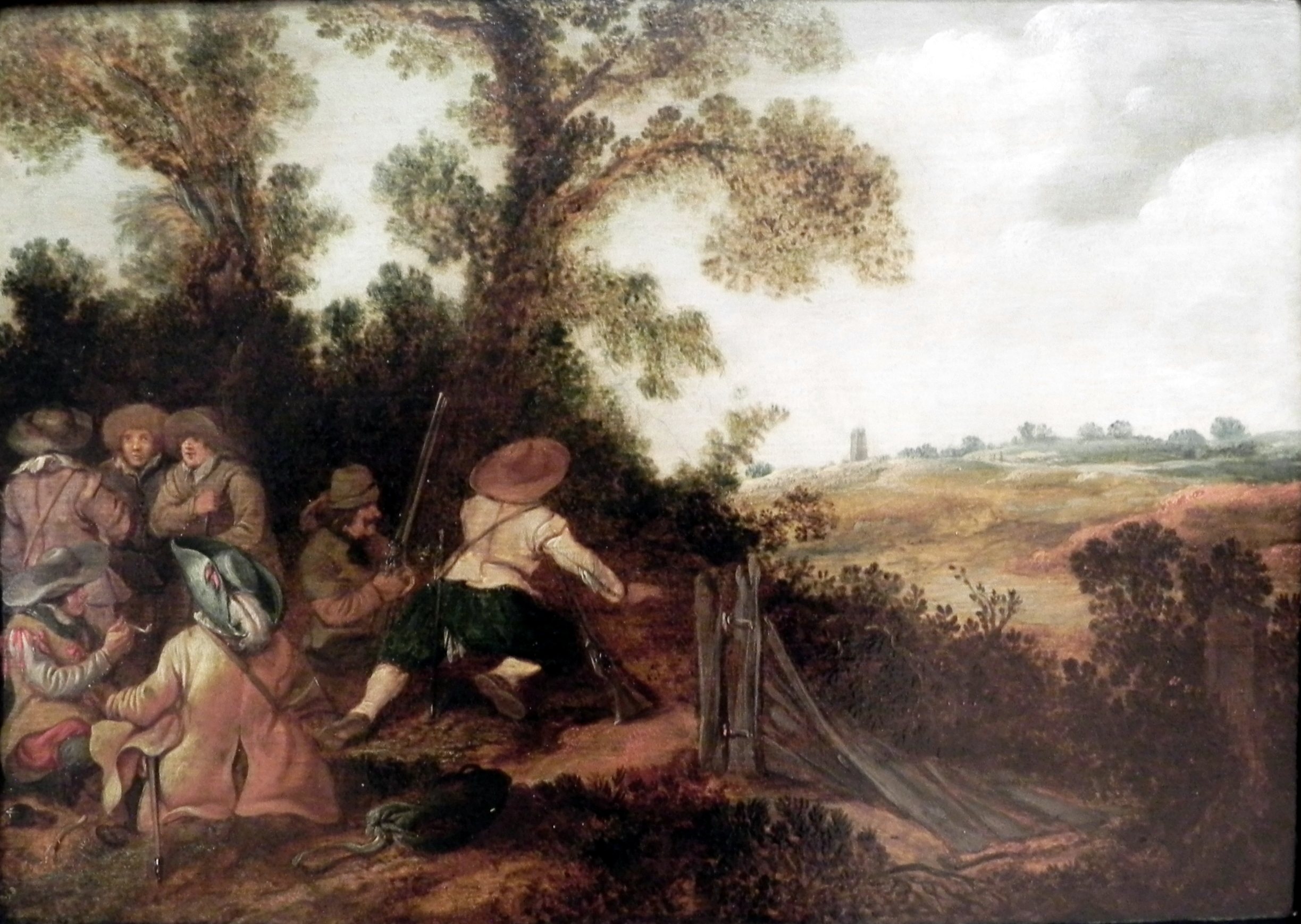
砂丘で待ち伏せする自警団